# 아스트리드 앨윈

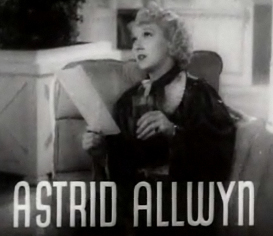

아스트리드 앨윈(Astrid Allwyn, 1905년 11월 27일 ~ 1978년 3월 31일)은 미국의 배우, 연극 배우, 영화배우이다.
로스앤젤레스에서 사망하였다. 사인은 암이다.  포리스트 론 메모리얼 파크에 매장되었다.

## 영화
- 히트 퍼레이드 오브 1943 (1943년)
- 러브 어페어 (1939년) - 로이스 클락 역
- 스미스씨 워싱톤 가다 (1939년)
- 국제 범죄 (1938년)
- 스토우어웨이 (1936년)
- 딤플스 (1936년)
- 폴로우 더 플릿 (1936년)
- 웨이 다운 이스트 (1935년)
- 화이트 퍼레이드 (1934년)
- 러브 어페어 (1932년) - 린다 리 역